# Vangsnes
Vangsnes är en kyrkby i Viks kommun i Vestland fylke i västra Norge.
Gården Vangsnes har sannolikt namn efter Vangsen ("plogudden"), en udde i havet utanför Vangsnes. 

## Vangsnes socken
Vangsnes socken är en socken (församling) i Sogns prosteri (kontrakt) i Bjørgvins stift. Socknen har en kyrka, Vangsnes kyrka, från 1861, då den ersatte en stavkyrka från 1100-talet.
Vangsnes socken hörde till 1849 till Leikangers pastorat (norska: prestegjeld). Då avskildes Tjugums socken, Fjærlands socken och Vangsnes socken till det nya Balestrands pastorat. Vid kommungränsreformen 1964 överfördes Vangsnes socken till Viks pastorat.

## Bilder

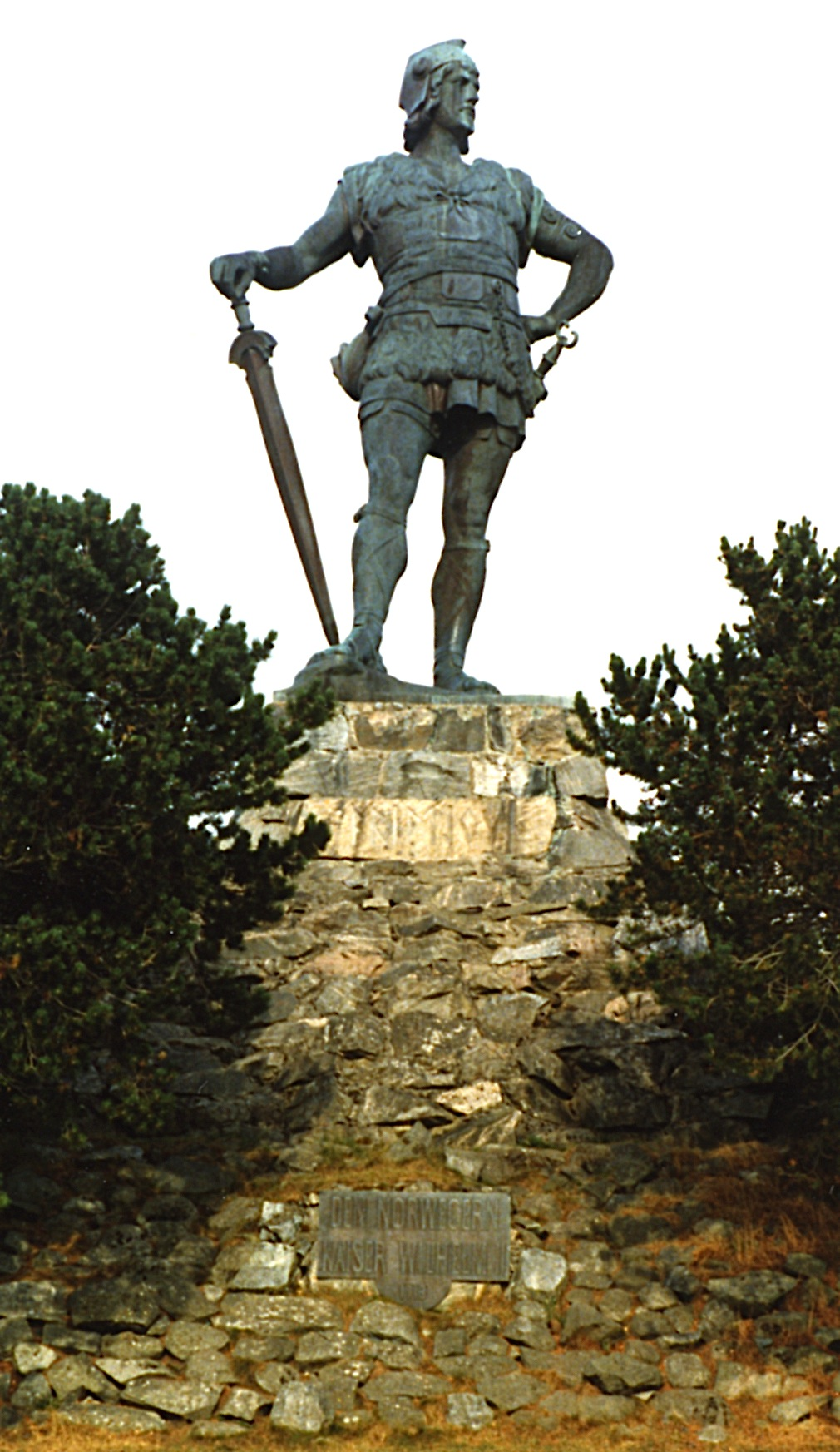
Fridtjof den djärve av Max Unger.
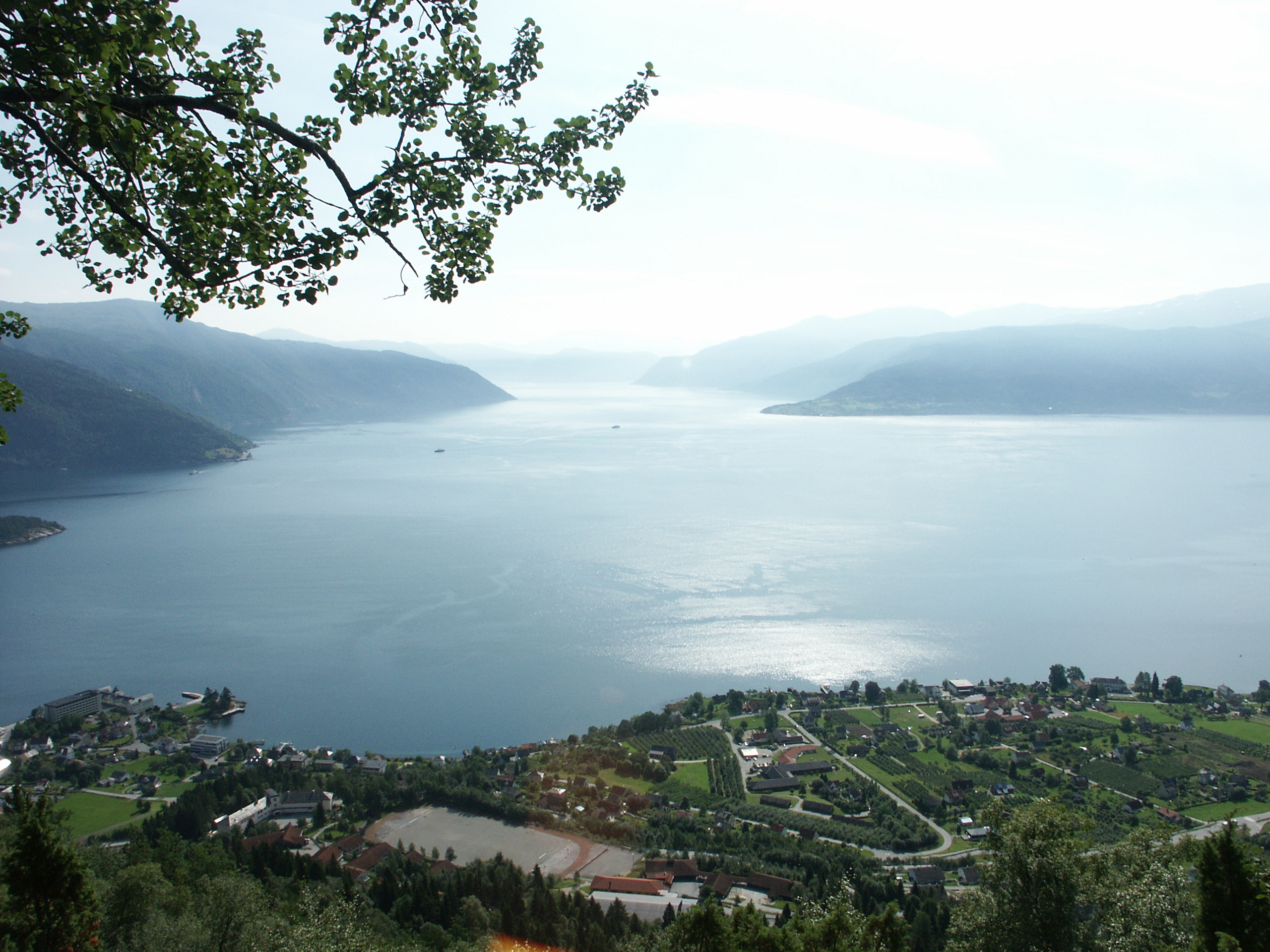
Utsikt från backen ovanför Holmen i Balestrand. Vangsnes är udden som sticker ut i Sognefjorden från höger. Färjorna på fjorden är på väg mellan Vangsnes samt Hella och Dragsviki i Sogndals kommun.